# Funadhoo (Nord-Malé-Atoll)
Funadhoo (Dhivehi ފުނަދޫ, selten auch Funadu) ist eine kleine Insel der Malediven im Nord-Malé-Atoll nahe der Hauptstadt Malé.
Die 280 Meter lange und 310 Meter breite Insel liegt ungefähr 500 Meter nördlich der Insel Malé und 800 Meter westlich der Flughafeninsel Hulhulé, gehört aber im Gegensatz zu diesen administrativ nicht zur Stadt, sondern zum Verwaltungsatoll Kaafu. Von der Inselfläche von 4,4 ha sind 2,4 ha der Landgewinnung aus dem Meer zu verdanken.
Funadhoo befindet sich im Besitz des maledivischen Staatsunternehmens State Trading Organization Plc (beziehungsweise von dessen Tochter Fuel Supplies Maldives Private Limited). Auf der Insel befindet sich das STO Central Fuel Storage, das Zentrallager des Staates für Kraftstoffe, sowie daran angeschlossen das STO Peoples Choice Fuel and Lubricants Business Outlet, eine Verkaufsstelle für Benzin, Diesel und Kerosin.

## Lage
Die Lage von Funadhoo (Fun.) nördlich der Insel Male und westlich der Flughafeninsel Hulhulé: